# Jodi Long
Jodi Long (Manhattan, 7 gennaio 1954) è un'attrice statunitense.

## Biografia
Figlia unica di un attore-ballerino di tip tap di origine cinese-scozzese e di una soubrette nippo-americana, Long ha fatto debuttato sul palco all'età di sette anni. Nel 1988, è stata in tournée negli Stati Uniti, in Europa e in Australia in 1000 Airplanes on the Roof di David Henry Hwang, un monologo multimediale con musiche di Philip Glass.

## Filmografia parziale

### Cinema
- Il volto dei potenti (Rollover), regia di Alan J. Pakula (1981)
- Splash - Una sirena a Manhattan (Splash), regia di Ron Howard (1984)
- La finestra della camera da letto (The Bedroom Window), regia di Curtis Hanson (1987)
- Patty - La vera storia di Patty Hearst (Patty Hearst), regia di Paul Schrader (1988)
- La legge delle triadi (Soursweet), regia di Mike Newell (1988)
- New York Stories, registi vari (1989)
- Nato il quattro luglio (Born on the Fourth of July), regia di Oliver Stone (1989)
- L'esorcista III (The Exorcist III), regia di William Peter Blatty (1990)
- Amos & Andrew, regia di E. Max Frye (1993)
- Buona fortuna, Mr. Stone (The Pickle), regia di Paul Mazursky (1993)
- RoboCop 3, regia di Fred Dekker (1993)
- Impatto imminente (Striking Distance), regia di Rowdy Herrington (1993)
- Celebrity, regia di Woody Allen (1998)
- Hot Chick - Una bionda esplosiva (The Hot Chick), regia di Tom Brady (2002)
- Beginners, regia di Mike Mills (2010)
- The Tale, regia di Jennifer Fox (2018)
- Shang-Chi e la leggenda dei Dieci Anelli (Shang-Chi and the Legend of the Ten Rings), regia di Destin Daniel Cretton (2021)
- Night Swim, regia di Bryce McGuire (2024)

### Televisione
- Café Americain - serie TV 18 episodi (1993-1994)
- All-American Girl - serie TV,18 episodi (1994-1995)
- Michael Hayes indaga (Michael Hayes) - serie TV, 15 episodi (1997-1998)
- Sex and the City - serie TV, 1 episodio (1999)
- The Division - serie TV, 1 episodio (2002)
- Miss Match - serie TV, 18 episodi (2003)
- Law & Order: Unità Speciale - serie TV, 1 episodio (2003)
- Senza traccia - serie TV, 1 episodio (2005)
- Dr. House - Medical Division - serie TV, 1 episodio (2006)
- Eli Stone - serie TV, 6 episodi (2008-2009)
- Law & Order: Los Angeles - serie TV, 3 episodi (2010-2011)
- Desperate Housewives - serie TV, 1 episodio (2011)
- Sullivan & Son - serie TV, 33 episodi (2012-2014)
- Falling Water - serie TV, 13 episodi (2016-2018)
- Elementary - serie TV, 1 episodio (2019)
- Dash & Lily - serie TV, 3 episodi (2020)
- Chicago Med - serie TV, 1 episodio (2023)
- The Mandalorian - serie TV, 1 episodio (2023)

## Doppiatrici italiane
Nelle versioni in italiano delle opere in cui ha recitato, Jodi Long è stata doppiata da:
- Anna Rita Pasanisi in Senza traccia, Dr. House - Medical Division
- Irene Di Valmo in Desperate Housewives, The Tale
- Stefanella Marrama in RoboCop 3
- Tiziana Avarista in Impatto imminente
- Antonella Giannini in Law & Order: Los Angeles
- Rita Savagnone in Dash & Lily
- Mascia Musy in Shang-Chi e la leggenda dei Dieci Anelli
- Mirta Pepe in Night Swim

## Riconoscimenti
- Daytime Emmy Awards
  - 2021: "Outstanding Supporting Actress in a Daytime Fiction Program" (Dash & Lily)